# Kasinski Motokar
O Motokar é um veículo de três rodas produzido pela empresa Kasinski com motor italiano Piaggio de quatro-tempos.